# David Lundahl
David Lundahl, född 1 februari 1880 i Upphärad, Älvsborgs län, död 6 augusti 1916 på Arvika sanatorium, skriven i Öd, Säffle, var en svensk målare och musiker (violin).  
David Lundahl var son till handlaren August Lundahl och Augusta Jonsdotter. Han gifte sig med Gerda Olivia Larsson från Tågås i Väse 1913.
Lundahl fick sin konstnärliga grundutbildning av Otto Hesselbom i Säffle, därefter fortsatte han sina studier vid Göteborgs Musei-, rit- och målarskola under handledning av Georg Pauli. Han reste till Paris 1897 för att studera vidare men där drabbades han av lungsot och efter det hade han stora problem med sin hälsa och han återvände till Sverige 1900. När hans pappa köpte Bredene säteri på Värmlandsnäs flyttade han till Värmland 1909. 
Som musiker spelade han på olika biografer under vinterhalvåret, på sommaren gick han som spelman på landsbygden och spelade musik i gårdarna. Han lärde Ole Kruse att traktera violin. Ivar Arosenius var mycket fäst vid Lundahl, och drag av Lundahl spelar in i de akvarellfantasier som Arosenius framställer sig själv som den bleke spelmannen.
Lundahl var vid sekelskiftet medlem i en krets av unga, bohemiskt lagda konstnärer, författare och skådespelare i Göteborg. Till göteborgsbohemerna hörde bland andra Ivar Arosenius, Gerhard Genning, Signe Lagerlöw, Ester Sahlin, Birger Palme, Nils Rosberg, Ole Kruse, John Ekman och Emil Eggertz. Även Carl Kylberg figurerade i utkanten av kretsen, liksom Filip Wahlström. 
Hans konst består av porträtt och landskap, utförda i olja.
Lundahl är representerad vid Göteborgs konstmuseum[källa behövs] .
2011 genomfördes minnesutställning i Silvénska villan i Säffle, med ett 40-tal inlånade verk av Lundahl, samtidigt visas ett verk var av Lundahls samtida konstnärskollegor Antonius Svensson, Erik Lind, Hilding Werner och Vitalis Gustafson samt Lundahls lärare Otto Hesselbom.
Lundahls arkiv har förvärvats av Göteborgs universitetsbibliotek.